# To Anyone
To Anyone è il primo album in studio del gruppo musicale sudcoreano 2NE1, pubblicato il 9 settembre 2010 dalle etichette YG Entertainment e CJ E&M.

## Antefatti
Nell'agosto 2010, Yang Hyun-suk, CEO della YG Entertainment, ha annunciato che le 2NE1 avrebbero promosso tre canzoni del loro primo album in studio. In seguito furono annunciati come Clap Your Hands, Go Away e Can't Nobody. Clap Your Hands è stata scritta e composta dal produttore e.knock, mentre Go Away e Can't Nobody sono state scritte da Teddy Park. Due giorni prima della pubblicazione dell'album, i preordini per l'album avevano raggiunto 120 000 copie. Alla fine di settembre, l'album aveva venduto 100 000 copie. Il 28 ottobre, è stato annunciato che il gruppo avrebbe ripubblicato l'album in Giappone l'8 dicembre 2010 sotto l'etichetta discografica giapponese Avex. Tuttavia è stato successivamente annunciato che l'uscita dell'album è stata ritardata poiché sia la YG Entertainment che la Avex volevano sviluppare ulteriormente l'album. La YG Entertainment ha anche annunciato una partnership con la Universal Music Group per pubblicare l'album nelle Filippine.

## Tracce
1. Can't Nobody – 3:28 (Teddy)
2. Go Away – 3:39 (Teddy)
3. Clap Your Hands (박수쳐?) – 3:42 (e.knock)
4. I'm Busy (난 바빠?) – 3:38 (Big Tone, PK)
5. It Hurts (Slow) – 4:16 (e.knock, Sunwoo, Jungah)
6. Ah-Yah-Yah – 3:53 (Teddy)
7. Park Bom – You and I – 3:54 (Teddy)
8. CL e Minzy – Please Don't Go – 3:16 (Teddy)
9. Park Sandara – Kiss (feat. CL) – 3:33 (Teddy)
10. Try to Follow Me (날 따라 해봐요?, Nal Ddara HaebwayoLR) – 3:09 (Teddy)
11. I Don't Care (Reagge Remix) – 3:49 (Teddy, e.knock)
12. Can't Nobody (versione inglese) – 3:28 (Teddy)

## Formazione
- CL – voce
- Bom – voce
- Dara – voce
- Minzy – voce

## Classifiche

### Classifiche settimanali
| Classifica (2010) | Posizione massima |
| ----------------- | ----------------- |
| Corea del Sud     | 1                 |

### Classifiche di fine anno
| Classifica (2011) | Posizione |
| ----------------- | --------- |
| Corea del Sud     | 49        |